# Ферити (хімічні сполуки)
Ферит (хімічна сполука) — хімічна сполука триоксиду заліза (Fe2О3) з оксидами інших металів. Відзначається феромагнітними і напівпровідниковими властивостями. Використовують для виготовлення осердь електромагнітів у різних галузях техніки.

## Інтернет-ресурси
- Синтез і ЯГР дослідження нанопорошків феритів γ — Fe2O3 i Fe3O4